# ポラリトニクス
ポラリトニクスは、光学フォノンとフォトンとのカップリングによって生成されるボーズ準粒子であるポラリトンを利用した技術。

## 概要
1970年代より既にポラリトンを使用した素子の可能性に関して提唱されていた。
これまでは個別に考えられてきた分極と電磁波の混合状態をポラリトンとして扱うことによって、これまでの技術とは全く異なる技術体系が出来る可能性がある。一例として光の速度が低下するポラリトンの状態での現象を応用すれば、気体を用いた量子コンピューターが実現する可能性がある。近年ではポラリトロニック・デバイスの開発が活発化しつつある。

## 文献
- 角屋豊, 山西正道「半導体微小共振器における共振器ポラリトンとＴＨｚ帯電磁波発生の可能性」『レーザー研究』第23巻第11号、レーザー学会、1995年、1008-1012頁、doi:10.2184/lsj.23.1008、ISSN 0387-0200、NAID 130003702038。